# 방송 지연

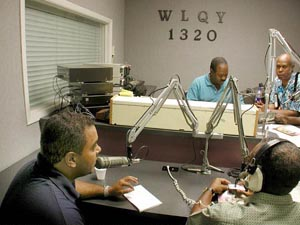
많은 미국 라디오 토크쇼에서는 FCC 처벌을 피하기 위해 방송 지연을 사용한다.

방송 지연(broadcast delay)은 라디오 및 텔레비전에서 실시간 자료를 방송할 때 의도적인 지연을 의미하며, 기술 용어는 "deferred live"이다. 이러한 지연은 실수나 허용되지 않는 콘텐츠가 방송되는 것을 방지하기 위한 것일 수 있다. 시청률을 최대화하기 위해 자료가 나중에 예정된 시간(예: 황금시간대)에 방송되도록 몇 시간 동안 지속되는 더 긴 지연을 도입할 수도 있다. 몇 시간 동안 지속되는 테이프 지연을 편집하여 충전재를 제거하거나 방송 슬롯에 대한 네트워크의 원하는 실행 시간에 맞게 방송을 다듬을 수도 있지만 항상 그런 것은 아니다.

## 같이 보기
- 소음 검열
- 연방 통신 위원회
- 모자이크 (이미지)
- 라디오 에딧